# シンクブレイク
シンクブレイクはアメリカ人ソウルシンガーのリン・コリンスと作詞とプロデュースをしたジェームス・ブラウン が1972年に発表した曲シンク(アバウト・イット)からサンプリングされたドラムソロであり、ポピュラー音楽に広く使われている。ドラムソロはジョン・"ジャボ"・スタークスが演奏した。

## 背景と影響
1987年に『シンク（アバウト・イット）』はヒップホッププロデューサーの間で高い人気を誇るシリーズである16種類ものドラムソロを含むアルバム、アルティメット・ブレイクス・アンド・ビーツに収録された。その年にイギリスのヒップホップを制作する三人組のビートマスターズがクッキー・クルーの曲「フィーメルズ（ゲット・オン・アップ）」に"Woo! Yeah!"ブレイクを最初にサンプリングしたとして知られる。「フィーメルズ」はイギリスで多少ヒットしたものの、そのブレイクは次の年の1988年にロブ・ベース＆DJ E-Zロックがイット・テイクス・ツー （ロブ・ベース＆DJ E-Zロックの曲）に繰り替えすサンプリングとして使うまで目立った利用も注目も受けなかった。この曲は大部分を『シンク（アバウト・イット）』のサンプリングで構成されていて、大ヒットした。
このブレイクは1980年代終盤から1990年代初頭にかけてダンス・ミュージックやヒップホップのレコードなど、いたるところで使われるようになり、現在に至る。
有名な"Woo! Yeah!"の部分に加えて、ドラムソロの部分もジャングルやドラムンベース、ブレイクコアなど様々なブレイクビーツのサブジャンルの曲での使用が顕著に見られる。サンプリングは使用者の短いアドリブのシャウトを含み、再生速度を速め、シャウトを強調させて使うのが普通である。